# Lycée polonais des Batignolles
Le Lycée polonais des Batignolles était un pôle d'animation culturelle des immigrés polonais en France au XIXe siècle.

## Histoire
Le Lycée polonais des Batignolles a été créé en 1842, dans les premières décennies de la « Grande Émigration » polonaise, après l'insurrection de novembre 1830, et le premier des partages de la Pologne entre l'Empire russe, le royaume de Prusse et l'empire d'Autriche, chassant l'intelligentsia polonaise vers l'Europe occidentale et principalement la France. Dans un premier temps, la communauté tente d'encourager les étudiants et les aider à survivre.
Fondée pour encourager la lutte patriotique et le mouvement religieux libéral, une école polonaise des Batignolles est dans un premier temps implantée à Chatillon sous Bagneux. Elle devient le "Lycée polonais des Batignolles" et s'installe l'année suivante aux Batignolles, quartier du 17e arrondissement de Paris, avec 22 élèves. Le lycée reçoit en 1848 une subvention du gouvernement de 25 000 francs. L'école a alors une centaine de candidats à son inscription. Les réfugiés polonais à Paris conservent ensuite cette institution culturelle sous le Second Empire, pourtant réticent à encourager ce qui peut nuire à ses relations avec la Russie. Le prince Napoléon-Jérôme Bonaparte intercède auprès de son cousin l’empereur Napoléon III en faveur , "manifestant sa prédilection particulière pour les membres du "parti des Batignolles", et "attirant sur ce dernier l’attention du pays". 
Le lycée devient le centre d'un "parti des Batignolles" regroupant les immigrés polonais, l'un des trois pôles d'animation culturelle, avec celui du prince prince Adam Jerzy Czartoryski,  appelé parti de l'Hôtel Lambert et celui de Ludwik Mierosławski, le "Napoléon polonais". La bibliothèque du Lycée polonais des Batignolles, crée en 1842 et fermé en 1922, était célèbre pour la qualité de ses ouvrages militaires. Fermé en 1922, le lycée était proche d'une église où se faisaient enterrer les réfugiés.